# Macdunnoughia semivitta
Macdunnoughia semivitta là một loài bướm đêm trong họ Noctuidae.